# Edwin C. Brock
Pour les articles homonymes, voir Brock.
Edwin C. Brock (20 avril 1946 - 22 septembre 2015) est un égyptologue américain, marié à l'égyptologue canadienne Lyla Pinch Brock.
Après avoir fouillé dans la tombe de Mérenptah (KV8) de 1985 à 1988 et, pour le Theban Mapping Project de l'Université américaine du Caire, celle d'Amenmes (KV10) de 1992 à 2000, il travaille sur les sarcophages royaux dans la vallée des rois dans le cadre de l'Amenmesse Tomb Project dirigé par Otto J. Schaden qui, en février 2006, annonce la découverte de la tombe KV63, la plus récente découverte dans la vallée.
Par ailleurs, il supervise le travail de sauvetage archéologique de Louxor, dans le cadre du projet de traitement des eaux usées de la ville.

## Publications
- Documenting the sarcophagi of Ramesses VI, Canadian Mediterranean Institute Bulletin, 13 (2):2 1993